# Plutarco Haza
Plutarco Valdés Haza est un acteur mexicain né le 22 juin 1972 à Obregón, Sonora. Il a vécu une grande partie de sa jeunesse à Mazatlán Sinaloa. Il a un fils, Nicolás, avec l'actrice Ludwika Paleta mais ils se séparent.

## Biographie
Plutarco Haza étudie au Foro de Rivera et à La Casa del Teatro. En 1996, il obtient une licence de théâtre.
Après avoir vécu ensemble une relation de plus de quatre ans, Plutarco Haza épouse le 10 mai 2014 Ximena del Toro alors âgée de 25 ans à Cuernavaca, Morelos.

## Filmographie

### Films
- 1995 : En el aire : Alberto de joven
- 2000 : Bala bume bum!
- 2001 : Atlético San Pancho : Alberto
- 2005 : Las Buenrostro : Horacio
- 2006 : Un mundo maravilloso : Asesor Político
- 2008 : Bajo la Sal : Prefecto Dominguez
- 2008 : Amor Letra por Letra : Carlos
- 2008 : El libro de piedra : Alejandro
- 2010 : Hidalgo: La historia jamás contada
- 2010 : Entre piernas (video) : Flavio
- 2011 : Las razones del corazón : Javier
- 2013 : Mi mejor regalo : Daniel

### Telenovelas
- 1995 : Si Dios me quita la vida : Hugo
- 1996 : Bendita mentira : Dr. Ricardo Sandoval (1 épisode)
- 1997 : La casa del naranjo : Fausto Olmedo
- 1997 : Mirada de mujer : Andrés San Millan Domínguez
- 1999 : Romántica obsesión : Oscar
- 2000 : Todo por amor : Javier Villegas
- 2001 : Amores... querer con alevosía : Salvador
- 2002 : Cara o Cruz : Martín Alcántara
- 2002 : El país de las mujeres : Bruno
- 2003 : Mirada de mujer: El regreso : Andrés San Millan Domínguez
- 2005 : Machos : Alex Mercader
- 2007 : Mientras haya vida : Rodrigo
- 2008 : Pobre Rico Pobre : Maximiliano 'Max' López Ferreira
- 2010 : Las Aparicio : Leonardo Villegas
- 2013 : Los secretos de Lucía : Arsenio Reina
- 2014 : En otra piel (Telemundo): Carlos Ricalde

### Séries télévisées
- 2001 : Lo que callamos las mujeres
- 1996–1998 : Bizbirije